# Pobladura del Valle
Pobladura del Valle település Spanyolországban,  Zamora tartományban. Pobladura del Valle Matilla de Arzón községgel határos. Lakosainak száma 273 fő (2024).

## Népesség
A település népessége az utóbbi években az alábbiak szerint változott:
| Lakosok száma | 337  | 338  | 332  | 326  | 331  | 314  | 300  | 295  | 288  | 273  |
|               | 2001 | 2004 | 2007 | 2009 | 2012 | 2014 | 2017 | 2019 | 2022 | 2024 |